# John Davys Beresford
John Davys Beresford, född 17 mars 1873, död 1 februari 1947, var en engelsk författare.
Beresford var utbildad arkitekt men började 1906 framträda som författare och kom att verka inom flera genrer och stilar. Han skrev vetenskapliga och politiska äventyrsromaner i H.G. Wells' stil som The Hampdenshire wonder (1911), Goslings (1913), The mountains of the moon (1915, svensk översättning 1924) och Revolution (1924). Han författade även 1915 en biografi över Wells. Egna upplevelser inspirerade till romanerna The early history of Jacob Stahl (1911), The invisible invent (1915), inspiration från psykoanalysen resulterade i God's counterpoint (1918), An imperfekt mother (1920) och Love's pilgrim (1923). Romanserien The old people (1931), The next generation (1932), The middle generation (1932) och Young people skildrade brittisk samtid, och What I belive var en självbiografi.